# Ryder Cup 1957
Ryder Cup 1957 var den 12:e upplagan av matchspelstävlingen i golf som spelades mellan USA och Storbritannien. 1957 års match spelades den 4–5 oktober på Lindrick Golf Club i Yorkshire, England. USA var titelförsvarare efter att år 1955 ha vunnit på Thunderbird Country Club i USA, men det blev Storbritannien som tog sin första seger sedan 1933 (och för övrigt också den sista någonsin – när nästa seger kom 1985, hade resten av Europa förstärkt det brittiska laget). Amerikanen Tommy Bolt hävdade att förlusten delvis berott på den osportsliga publiken.
Storbritannien låg "som vanligt" under med 1-3 efter första dagens matcher, men den andra dagens spel, som Storbritannien vann med 6½ - 1½, har beskrivits som den bästa insatsen någonsin av ett brittiskt lag, innan det blev förstärkt av Europa.

## Format
Tävlingen bestod av 12 matcher, fördelade på två dagar (fredag - lördag) och spelades enligt följande:
- Dag 1 Fyra foursome-matcher
- Dag 2 Åtta singel-matcher

Samtliga matcher spelades över 36 hål. En vunnen match ger 1 poäng, medan en oavgjord match ger ½ poäng. Laget som först når 6½ poäng har vunnit. Vid oavgjort 6-6 skulle de regerande mästarna (USA) ha behållit trofén.

## Lagen
| USA                             |
| Jack Burke Jr (spelande kapten) |
| Doug Ford                       |
| Art Wall                        |
| Ted Kroll                       |
| Dick Mayer                      |
| Dow Finsterwald                 |
| Fred Hawkins                    |
| Tommy Bolt                      |
| Lionel Hebert                   |
| Ed Furgol                       |

| Storbritannien             |
| Dai Rees (spelande kapten) |
| Peter Alliss               |
| Ken Bousfield              |
| Max Faulkner               |
| Christy O'Connor Sr        |
| Bernard Hunt               |
| Harry Weetman              |
| Eric Brown                 |
| Peter Mills                |
| Harry Bradshaw             |

## Resultat

### Dag 1
| Foursomes                 | Foursomes | Foursomes | Foursomes | Foursomes                      |
| ------------------------- | --------- | --------- | --------- | ------------------------------ |
| Doug Ford Dow Finsterwald | 2 & 1     |           |           | Bernard Hunt Peter Alliss      |
| Art Wall Fred Hawkins     |           |           | 3 & 2     | Dai Rees Ken Bousfield         |
| Ted Kroll Jack Burke Jr   | 4 & 3     |           |           | Max Faulkner Harry Weetman     |
| Dick Mayer Tommy Bolt     | 7 & 5     |           |           | Christy O'Connor Sr Eric Brown |

Efter första sessionen:
| USA | 3 | 1 | Storbritannien |

### Dag 2
| Singlar         | Singlar | Singlar | Singlar | Singlar          |
| --------------- | ------- | ------- | ------- | ---------------- |
| Tommy Bolt      |         |         | 4 & 3   | Eric Brown       |
| Jack Burke Jr   |         |         | 5 & 3   | Peter Mills      |
| Fred Hawkins    | 2 & 1   |         |         | Peter Alliss     |
| Lionel Hebert   |         |         | 4 & 3   | Ken Bousfield    |
| Ed Furgol       |         |         | 7 & 6   | Dai Rees         |
| Doug Ford       |         |         | 6 & 5   | Bernard Hunt     |
| Dow Finsterwald |         |         | 7 & 6   | Christy O'Connor |
| Dick Mayer      |         | lika    |         | Harry Bradshaw   |

Slutställning:
| USA | 4½ | 7½ | Storbritannien |